# Lebredo (Coaña)
Lebredo (oficialmente y en asturiano: Llebredo) es una parroquia del concejo de Coaña, en la comarca de Eo-Navia, Principado de Asturias, España.

## Lugares
Según el nomenclátor de 2023, la parroquia comprende la siguiente entidad de población:
- Lebredo (Llebredo)